# ریکاردا هوخ
ریکاردا هوخ (آلمانی: Ricarda Huch; ۱۸ ژوئیهٔ ۱۸۶۴ – ۱۷ نوامبر ۱۹۴۷) یک نویسنده، و شاعر اهل آلمان بود.